# Sagala

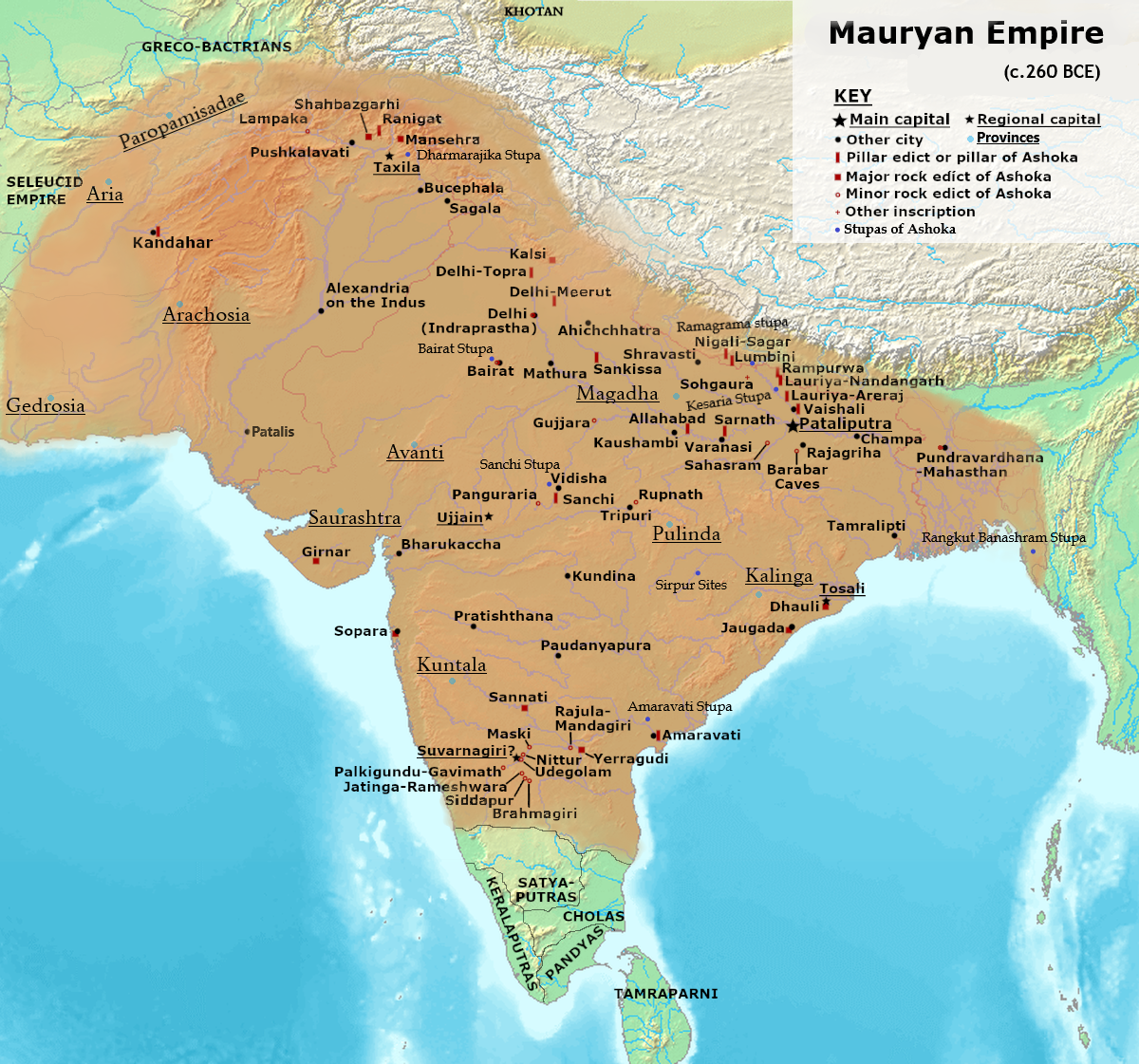
Sagala en el Imperio Maurya bajo Ashoka el Grande (c. 250 a. C.)

Sagala, Sakala (en sánscrito: साकला), or Sangala (en griego antiguo: Σάγγαλα) fue una ciudad de la antigua India, que fue la predecesora de la moderna ciudad de Sialkot que se encuentra en la actual provincia del norte de Punjab. La ciudad fue la capital del Reino de Madra y fue arrasada en el 326 a. C. durante la campaña india de Alejandro Magno. En el siglo II a.C., Sagala fue nombrada capital del reino indogriego por Menandro I. Menandro abrazó el budismo después de un extenso debate con un monje budista, como se recoge en el texto budista Milinda Panha. Bajo su reinado, Sagala se convirtió en un importante centro del budismo y prosperó como un importante centro comercial.

## Mahabharata

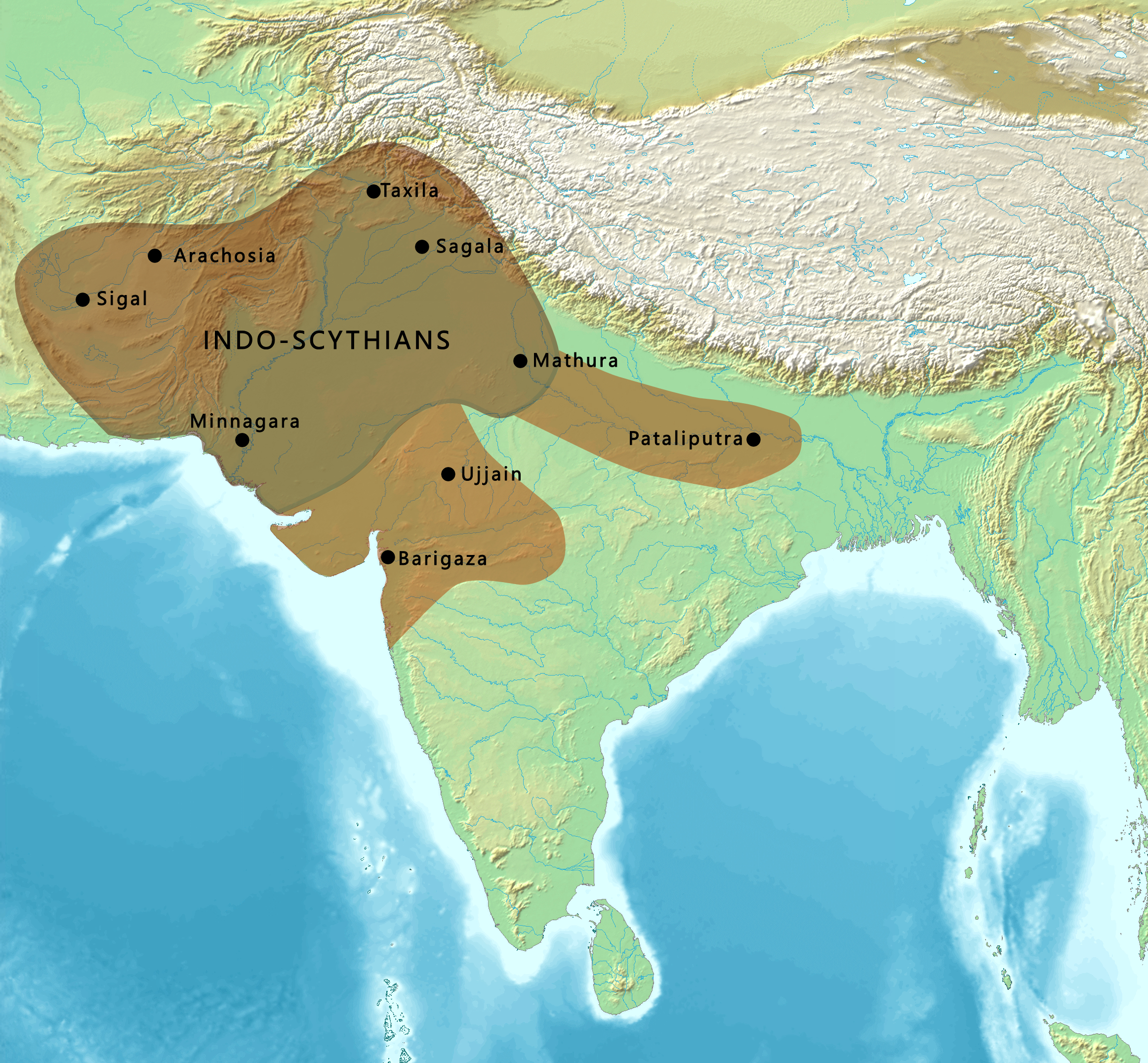
Sagala en el reino indoescitasp;C.-400 d. C.)

Sagala es probablemente la ciudad de Sakala (en sánscrito: साकला) mencionada en el Mahabharata, una epopeya sánscrita de la antigua India, que ocupa una zona similar a los relatos griegos de Sagala. La ciudad puede haber sido habitada por los Saka, o Escitas, procedentes de Asia Central que habían emigrado al Subcontinente. La región fue señalada en el Mahabharata por las mujeres "sueltas y bacanales" que vivían en los bosques de la zona. Se dice que la ciudad estaba situada en la región de Sakaladvipa, entre los ríos Chenab y Ravi, ahora conocidos como el Rechna Doab.
La ciudad estaba situada junto a un río de nombre Apaga, y un clan del Vahikas conocido con el nombre de los Jarttikas (Mbh 8:44). [Nakula, dirigiéndose a Sakala, la ciudad del Reino de Madra, hizo que su tío Shalya aceptara por afecto el dominio de la ciudad. Pandavas (Mbh 2:31).
Esta ciudad es probablemente la actual Sialkot, que también fue registrada como Sagala por los griegos.

## Historia

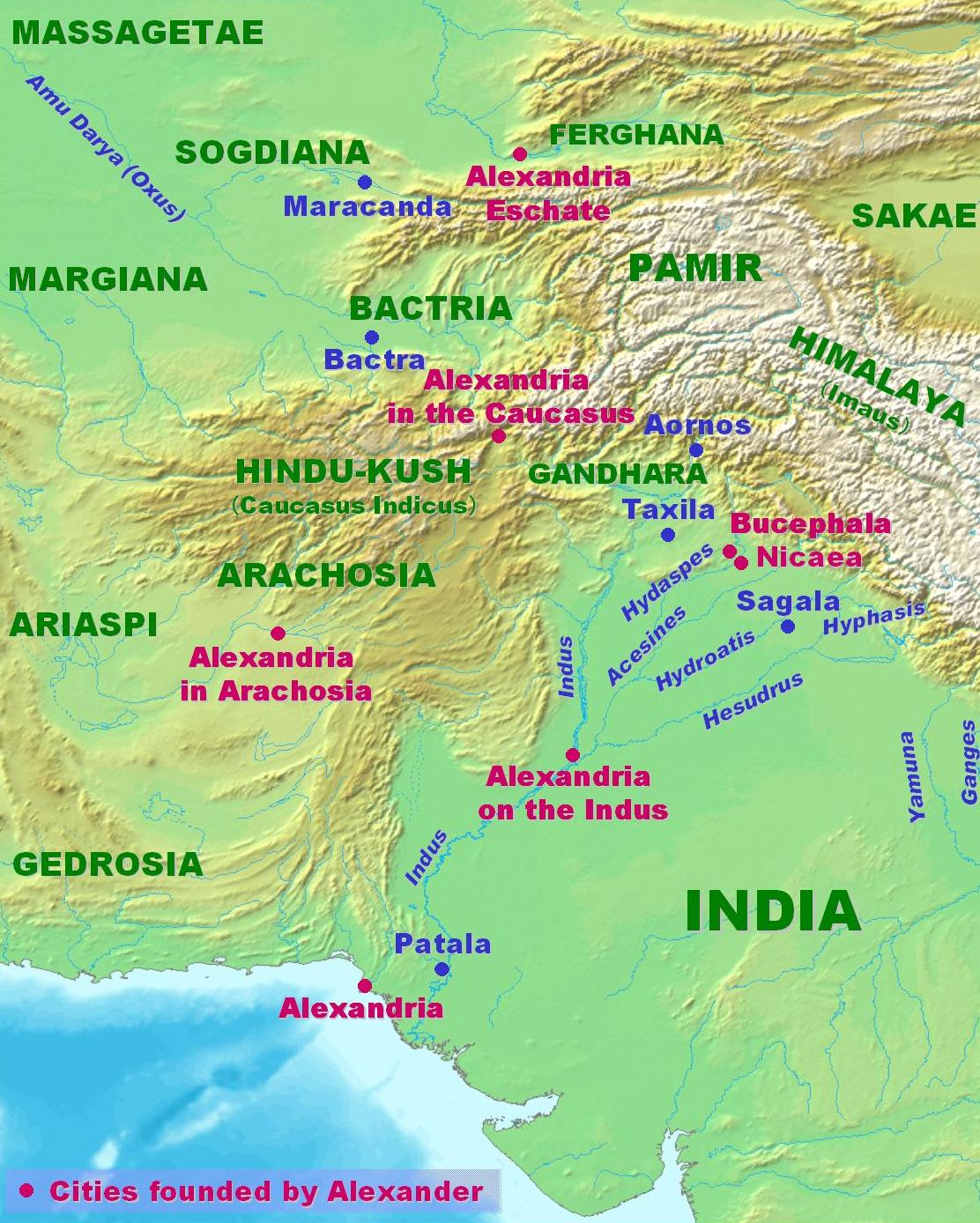
Sagala was included in Campaña de Alejandro en la India antigua.

### En elMahabharata
El Mahabharata describe que, el tercer Pandava, Arjuna, derrota a todos los reyes de Shakala en su conquista de Rajasuya. Uno de los reyes mencionados aquí es Prativindhya (no el hijo de Yudhishthira y Draupadi).

### Campaña de la India de Alejandro Magno
La ciudad aparece en los relatos de la campaña de Alejandro Magno en la antigua India. Tras cruzar el río Chenab, Alejandro, acompañado por el Poro con elefantes y 5.000 tropas locales, puso sitio a Sagala, donde los cátaos (relacionados con Kāṭhī) se habían atrincherado. La ciudad fue arrasada y muchos de sus habitantes asesinados:
Los cateos... tenían una ciudad fuerte cerca de la cual se proponían hacer su parada, llamada Sagala. (...) Al día siguiente Alejandro descansó sus tropas, y al tercero avanzó sobre Sangala, donde los cateos y sus vecinos que se habían unido a ellos se encontraban apostados frente a la ciudad. (...) También en este punto llegó el Poro, trayendo consigo el resto de los elefantes y unos cinco mil de sus tropas. (...) Alejandro volvió a Sangala, arrasó la ciudad y se anexionó su territorio". Arriano, Anábasis de Alejandro, V.22-24
Sagala fue reconstruida y establecida como el puesto más oriental del imperio de Alejandro.

### Imperio Shunga

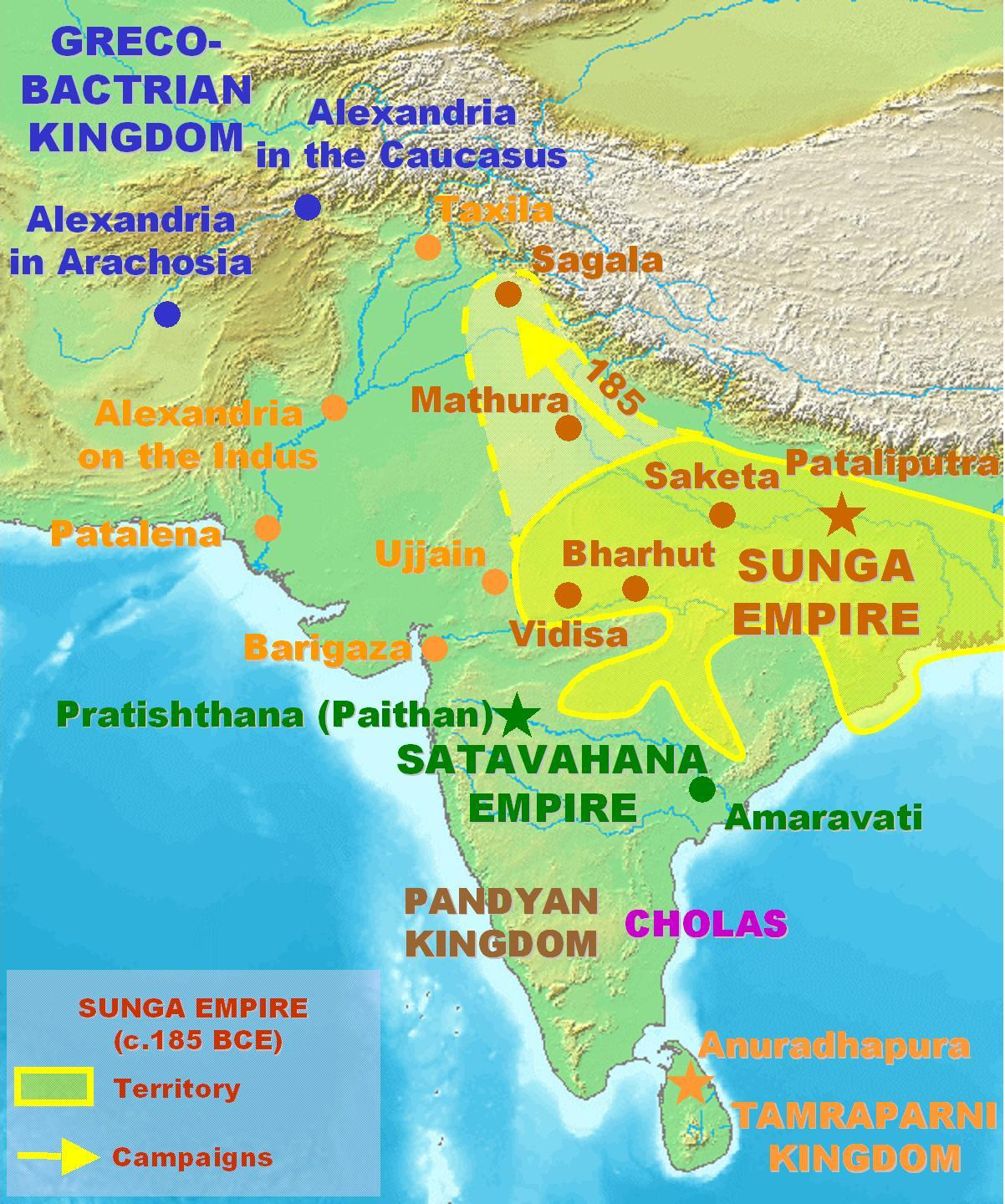
Sagala como parte del Imperio Shunga c. 185 to 73 BC.

Tras el derrocamiento del Imperio Maurya, Pushyamitra Shunga estableció el Imperio Shunga y se expandió hacia el noroeste hasta Sagala. Según el Ashokavadana del siglo II, el rey persiguió a los budistas:
"Entonces el rey Pushyamitra equipó un ejército cuádruple, y con la intención de destruir la religión budista, se dirigió al Kukkutarama. (...) Pushyamitra, por tanto, destruyó el sangharama, mató a los monjes del lugar y partió.
Después de algún tiempo, llegó a Sakala, y proclamó que daría una recompensa de cien dinara a quien le trajera la cabeza de un monje budista" (Shramanas) Ashokavadana, 133, trans. John Strong.

### Era Yavana
Sagala, rebautizada como Euthydemia por los griegos, fue utilizada como capital por el rey greco-bactriano (alternativamente indo-griego o greco-indio) Menander durante su reinado entre 160 y 135 a. C.
Aunque muchas ciudades greco-bactrianas, e incluso algunas indo-griegas, fueron diseñadas siguiendo las líneas arquitectónicas griegas. A diferencia de otros gobiernos imperialistas, los relatos literarios sugieren que los griegos y la población local de ciudades como Sagala vivían en relativa armonía, y que algunos de los residentes locales adoptaban las responsabilidades de la ciudadanía griega y, lo que es más sorprendente, los griegos se convertían al budismo y adoptaban las tradiciones locales.
Sin embargo, las mejores descripciones de Sagala proceden del Milinda Panha, un diálogo entre el rey Menandro y el monje budista Nagasena. Historiadores como Sir Tarn creen que este documento fue escrito unos 100 años después del gobierno de Menandro, lo que constituye uno de los mejores testimonios perdurables de la productividad y benevolencia de su gobierno, lo que ha hecho que la teoría más moderna de que era considerado un Chakravartin -Rey de la Rueda o literalmente Girador de Ruedas en sánscrito- sea generalmente aceptada.
En el Milindapanha, la ciudad se describe en los siguientes términos:
Hay en el país de los Yonakas un gran centro de comercio, una ciudad que se llama Sâgala, situada en un delicioso país bien regado y con colinas, que abunda en parques y jardines y arboledas y lagos y tanques, un paraíso de ríos y montañas y bosques. Sabios arquitectos la han diseñado, y sus habitantes no conocen la opresión, ya que todos sus enemigos y adversarios han sido abatidos. Valiente es su defensa, con muchas y variadas torres y murallas fuertes, con soberbias puertas y arcos de entrada; y con la ciudadela real en medio, amurallada de blanco y profundamente amurallada. Sus calles, plazas, cruces y mercados están bien distribuidos. Se exponen bien los innumerables tipos de mercancías costosas con las que se llenan sus tiendas. Está ricamente adornada con centenares de casas de beneficencia de diversos tipos, y espléndida con cientos de miles de magníficas mansiones, que se elevan como las cumbres del Himalaya. Sus calles están llenas de elefantes, caballos, carruajes y pasajeros a pie, frecuentadas por grupos de hombres guapos y mujeres hermosas, y abarrotadas por hombres de todo tipo y condición, brahmanes, nobles, artífices y sirvientes. Resuenan los gritos de bienvenida a los maestros de todos los credos, y la ciudad es el centro de los principales hombres de cada una de las diferentes sectas. Hay tiendas para la venta de muselina de Benarés, de telas de Kotumbara y de otras telas de diversa índole, y los bazares exhalan dulces olores, donde se exponen con gusto toda clase de flores y perfumes. Hay joyas en abundancia, como las que desean los corazones de los hombres, y los gremios de comerciantes con toda clase de galas exhiben sus mercancías en los bazares que miran a todos los rincones del cielo. La ciudad está tan llena de dinero y de artículos de oro y plata, de cobre y de piedra, que es una verdadera mina de tesoros deslumbrantes. Y en ella se almacenan muchos bienes y maíz y cosas de valor en almacenes: alimentos y bebidas de todo tipo, jarabes y dulces de toda clase. En riqueza rivaliza con Uttara-kuru, y en gloria es como Âlakamandâ, la ciudad de los dioses. (The Questions of King Milinda, translated by T. W. Rhys Davids, 1890)